# Коричневый калао
Коричневый калао, или огненный гомра́й (лат. Buceros hydrocorax) — вид птиц-носорогов. Общая длина тела 90 см. Является эндемиком Филиппин, где он встречается на 11 островах: подвид B. h. hydrocorax на островах Лусон и Мариндуке на севере архипелага, B. h. semigaleatus на островах Самар, Лейте, Бохол, Панаон, Билиран, Каликоан и Буад в центральной части Филиппин, подвид B. h. mindanensis на островах Динагат, Сиаргао, Минданао, Балут, Букас, Таликуд и Басилан на юге Филиппинского архипелага.